# Lixophaga
Lixophaga är ett släkte av tvåvingar. Lixophaga ingår i familjen parasitflugor.

## Dottertaxa tillLixophaga, i alfabetisk ordning[1]
- Lixophaga aberrans
- Lixophaga aeistalis
- Lixophaga alberta
- Lixophaga angusta
- Lixophaga aurea
- Lixophaga beardsleyi
- Lixophaga brasiliana
- Lixophaga caledonia
- Lixophaga charapensis
- Lixophaga cinctella
- Lixophaga cinerea
- Lixophaga claripalpis
- Lixophaga clausa
- Lixophaga croesus
- Lixophaga diatgaeae
- Lixophaga diatraeae
- Lixophaga discalis
- Lixophaga dubiosa
- Lixophaga dyscerae
- Lixophaga facialis
- Lixophaga fallax
- Lixophaga famelica
- Lixophaga fasciata
- Lixophaga fitzgeraldi
- Lixophaga fumipennis
- Lixophaga grisea
- Lixophaga impatiens
- Lixophaga jennei
- Lixophaga latigena
- Lixophaga limoniina
- Lixophaga mediocris
- Lixophaga obscura
- Lixophaga opaca
- Lixophaga orbitalis
- Lixophaga parva
- Lixophaga plumbea
- Lixophaga plumosula
- Lixophaga pollinosa
- Lixophaga punctata
- Lixophaga remora
- Lixophaga retiniae
- Lixophaga santacruzi
- Lixophaga scintilla
- Lixophaga similis
- Lixophaga simplex
- Lixophaga sphenophori
- Lixophaga stenomae
- Lixophaga tenuis
- Lixophaga thoracica
- Lixophaga townsendi
- Lixophaga triconis
- Lixophaga unicolor
- Lixophaga variabilis